# Gouden halfmaki
De gouden halfmaki of gouden bamboemaki (Hapalemur aureus) is een zoogdier uit de familie van de maki's (Lemuridae). De wetenschappelijke naam van de soort werd voor het eerst geldig gepubliceerd door Meier et al. in 1987.

## Beschrijving

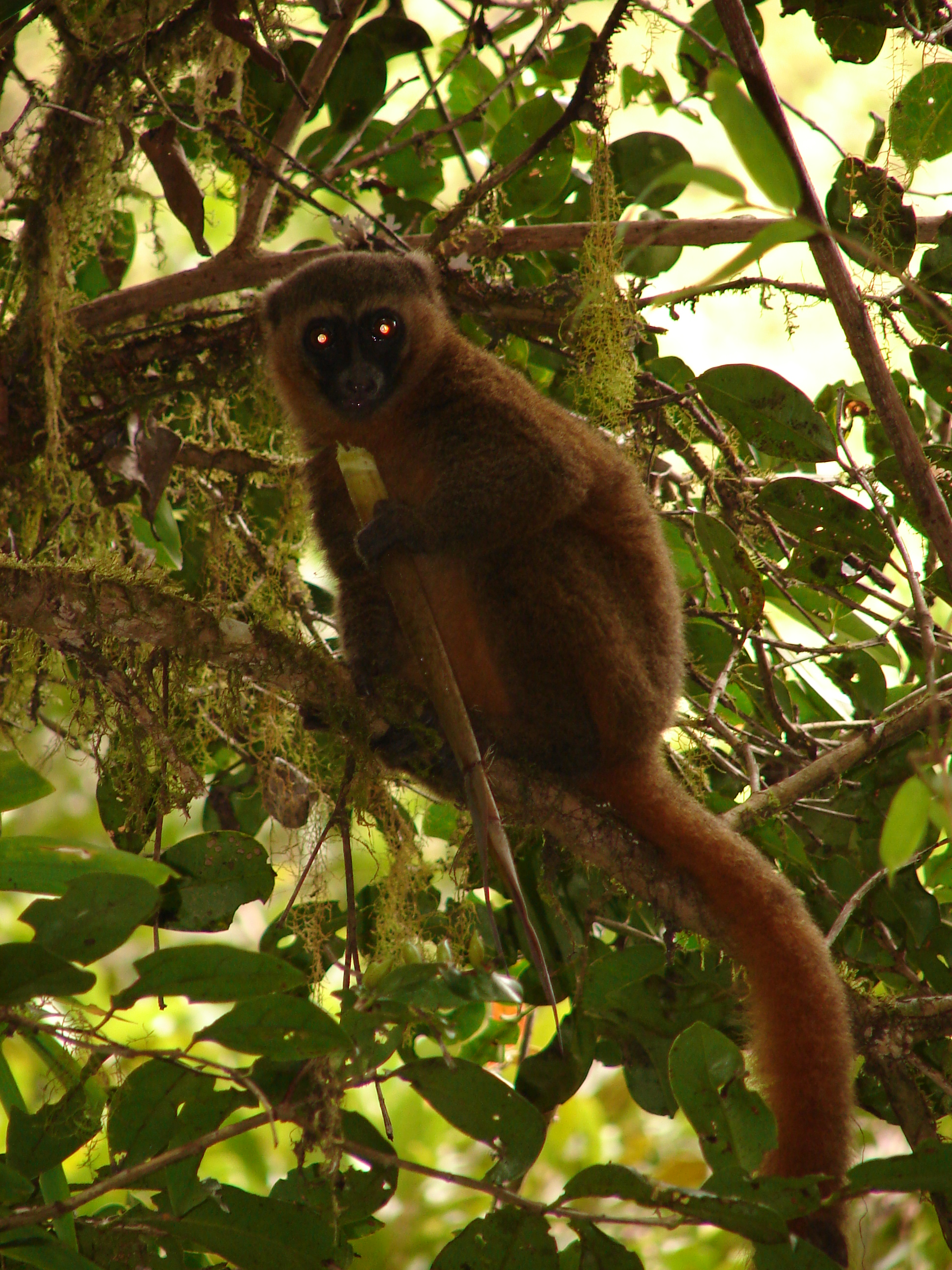
Gouden bamboemaki in het Nationale Park Ranomafana.

De gouden halfmaki behoort tot de wat grotere soorten halfmaki's. Hij heeft een dichte, zachte vacht, olijfbruin gekleurd op de rug, naar de nek en boven op de kop wat donkerder, ook de bovenkant van de staart is donker. Op de buik en de borst en aan de binnenkant van de voor- en achterpoten is de vacht goudkleurig bruin. Het gezicht is donker, maar rond de ogen en op de wangen en op de keel is de beharing ook weer goudbruin.
Een volwassen gouden halfmaki heeft een kop-romplengte van 34 tot 38 cm, een staartlengte van 38 tot 42 cm en een lichaamsgewicht van 1,2 tot 1,65 kg.

## Leefgebied
De gouden halfmaki leeft in vochtige regenwouden waarin moerassen zijn met riet en bamboebossen in het zuidoosten van Madagaskar tot op een hoogte van 600 tot 1400 m boven de zeespiegel.
De gouden halfmaki leeft in familiegroepjes, bestaande uit gemiddeld drie tot vier exemplaren. Het dieet van de gouden halfmaki bestaat voor 90% uit bamboe, vooral uit de bladeren en jonge scheuten van de Madagaskarreuzenbamboe (Cathariostachys madagascariensis).
Het leefgebied en dus ook de populatie is sterk gefragmenteerd; een optimistische schatting in 2005 die uit ging van een homogene verspreiding, kwam uit op bijna 6000 individuen. Waarschijnlijker is dat door de fragmentatie dit getal eerder in de buurt van de 1500 ligt.
De ontdekking van de gouden halfmaki in 1985 rond het dorp Ranomafana leidde tot de oprichting van het Nationaal park Ranomafana.

## Bedreigingen
De gouden halfmaki is kwetsbaar door de vernietiging van zijn leefgebied door zwerflandbouw (slash-and-burn) en de oogst van bamboe voor menselijk gebruik. Ook wordt er in sommige regio's op gejaagd. Daarom staat de gouden halfmaki als bedreigd op de Rode Lijst van de IUCN.